# Wilhelminapark (Amsterdam)
Het Wilhelminapark of Koningin Wilhelminapark is een officieuze benaming voor een stadspark in Amsterdam Nieuw-West.
Het ontstond rond 1998 toen de evenemententerreinen behorende bij het World Fashion Centre (Confectiecentrum) aan het Koningin Wilhelminaplein deels werden volgebouwd. Gemeente Amsterdam verdichtte de stad met woningbouw in een open ruimte. Aan Irene Fortuyn werd gevraagd een stadspark te ontwerpen en in te richten. Zij ontwierp onder meer het parkmeubilair, bronzen boomstronken als ook een enorme schommelinstallatie. Zij memoreerde zelf dat er door die inrichting voor elk wat wils was. Speciaal is ook een wandelpad omringd door geurbloemen.

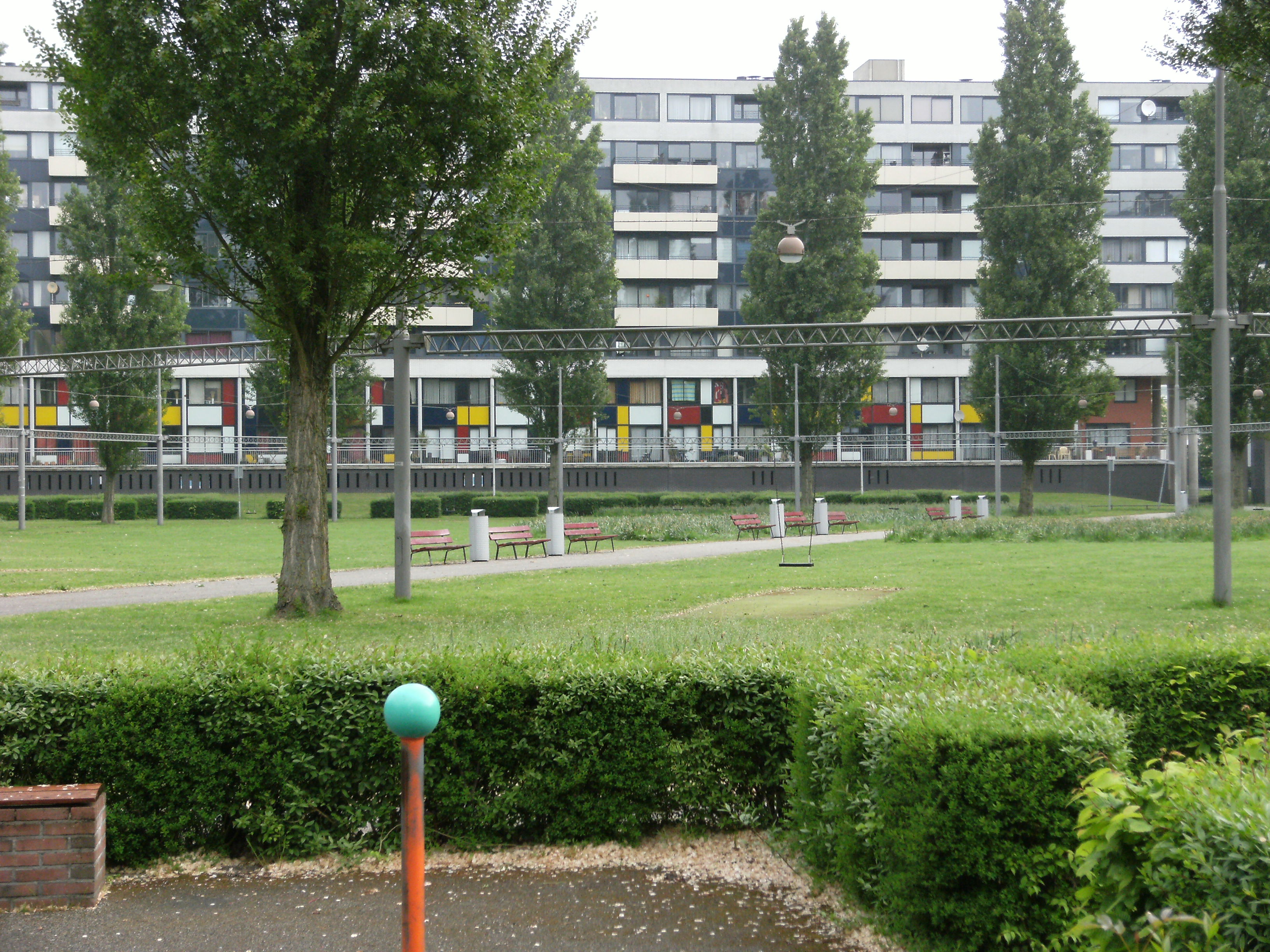
Wilhelminapark in december 2009 met de stijl van Piet Mondriaan in panelen van flatgebouw